# Pipeline (canção)
Pipeline é uma canção de 1962 da banda The Chantays. Em 1987, ela foi regravada por Dick Dale em parceria com Stevie Ray Vaughan, sendo a única parceria entre os dois guitarristas.
Esta versão de Dick Dale com o Stevie Ray Vaughan foi indicada ao Grammy Award como melhor performance de Rock Instrumental em 1988.